# Aung Zaw
Aung Zaw (18 februari 1968) is een Myanmarees hoofdredacteur en uitgever.

## Levensloop
Zaw studeerde in de jaren tachtig plantkunde in Rangoon. Hij zat in deze jaren in een verzetsgroep en deed actief mee met studentenprotesten in 1988. Hij werd verschillende malen opgepakt en gemarteld. Nadat de militairen de macht overgenomen, vertelden zijn buren dat zij naar hem op zoek waren. Hij vluchtte daarop naar het platteland en vertrok enkele maanden daarna in ballingschap naar Thailand.
Hij zette hij de Burma Information Group op die de mensenrechtenschendingen in het land in kaart bracht en maakte deze gegevens beschikbaar voor kranten en mensenrechtenorganisaties in de rest van de wereld. Daarnaast begon hij met het schrijven van politieke commentaren in The Nation en Bangkok Post.
In 1993 richtte hij vervolgens The Irrawaddy op, als onafhankelijk nieuwsblad in twee talen: het Engels en Birmaans. Voor de oprichting van deze krant werd hij in 2010 onderscheiden met een Prins Claus Prijs.
Voor The Nation bleef hij werken tot 1997. Vanaf dat jaar tot 2005 werkte hij voor het Amerikaanse Radio Free Asia. Zijn berichten werden overgenomen door grote nieuwszenders als BBC, CNN en CNBC.